# Global Garden
Global Garden - Le dernier rêve d'Einstein (GLOBAL GARDEN - アインシュタイン睡夢奇譚, gurōbaru gāden - ainshutain suimu kitan) est un manga de Saki Hiwatari. Il comporte huit volumes au total, qui ont été édités dans quatre pays différents (Japon, Corée, France et Italie).

## Synopsis
1954 - Princeton (New Jersey)
Albert Einstein regrette sa découverte de la formule E=mc2 qui a permis la construction de la bombe atomique. Il rencontre deux enfants, Hikaru et Haruhi, qui voient le passé, et aussi l'avenir, dans leurs rêves. Ils lui racontent que, depuis les bombardements atomiques d'Hiroshima et Nagasaki, l'arbre de vie, Yggdrasil, est mourant. Cet arbre permet l'équilibre de la planète.
Mais ils ont aussi vu le futur dans lequel cet arbre revivra grâce à une jeune fille dotée d'un pouvoir étrange. Einstein les aide à se procurer des médicaments ralentissant la croissance pour qu'ils puissent rencontrer cette jeune fille qui pourra exaucer son dernier vœu. Puis Einstein meurt le 18 avril 1955, sombrant dans un rêve sans fin et voyant le futur à travers les yeux d'un jeune garçon muet, Robin.
2005 - Tōkyō
Les deux jeunes garçons, Hikaru et Haruhi, sont devenus de jeunes hommes d'une vingtaine d'années alors qu'ils en ont en réalité une soixantaine. Hikaru et Robin trouvent finalement la jeune fille qu'ils attendent en la personne de Ruika. Celle-ci, cependant, a décidé de devenir son jeune frère Masato, décédé dans un accident d'avion, pour ne pas faire de peine à sa mère. Elle est tellement décidée que son corps ressemble plus à celui d'un garçon qu'à celui d'une fille, et que ce souhait se réalise.

## Personnages
Ruika Atsuki : une jeune fille gentille et attentionnée, qui fait tout pour sa mère, jusqu'à se faire passer pour son frère décédé, Masoto, pour soulager son chagrin. Mais à force d'y croire, Ruika se masculinise... Elle apprendra qu'elle est la gardienne du Global Garden.
Hikaru Devui : jeune homme d'une apparence de 20 ans alors qu'il en a 60. Il a la capacité de voyager dans le temps dans ses rêves et a ainsi appris que Ruika sera la gardienne du Global Garden. Il fera tout pour qu'elle retrouve sa féminité et que sa mère l'accepte.

## Mythologie Nordique
Cette histoire mélange principalement la vie d'Einstein et la mythologie nordique. Yggdrasil est l'arbre monde et à ses pieds se trouvent trois Nornes : Urd, Verdandi et Skuld. Urd représente le passé, Verdandi le présent et Skuld le futur. Ces trois Nornes tissent les fils du destin de chacun, même des Dieux. Dans le manga, on ne voit pas Urd mais les personnages indiquent qu'elle est horrible. Dans la mythologie, Urd est une vieille femme. Dans le manga Verdandi est Ruika, une jeune fille à la beauté banale ; et Skuld est Ruika mais très féminine, et d'une grande beauté, ce qui est l'avenir de ce personnage. Donc Ruika représente les Nornes de la mythologie nordique.

## Parutions françaises
* Tome 1 : 05/2004, 192 pages
- Tome 2 : 07/2004, 192 pages
- Tome 3 : 10/2004, 192 pages
- Tome 4 : 12/2004, 192 pages
- Tome 5 : 03/2005, 192 pages
- Tome 6 : 06/2005, 192 pages
- Tome 7 : 12/2004, 192 pages
- Tome 8 : 12/2005, 102 pages